# アンジェリカ・ロゼアヌ
アンジェリカ・アデルステイン＝ロゼアヌ（ルーマニア語: Angelica Adelstein-Rozeanu, 1921年10月15日 - 2006年2月21日）は、ルーマニアの元女子卓球選手。世界卓球選手権で合計30個のメダル（金メダル17個、銀メダル5個、銅メダル8個）を獲得し、1995年に世界卓球殿堂入りした。ロゼアヌが死去した際、英国の高級紙『デイリー・テレグラフ』は彼女について「世界のスポーツ史上、最高の女子卓球選手の1人である」と報じている。

## 経歴
1921年10月15日、アンジェリカ・ロゼアヌはルーマニア王国（現ルーマニア）の首都ブカレストでユダヤ系ルーマニア人の家庭に生まれた。家庭は裕福でヴランチャに44ヘクタールのぶどう園を所有して農業を経営しており、カドリラテル（現ブルガリア共和国南ドブルジャ）にも750ヘクタールの土地を所有していた。ロゼアヌは幼少の頃からテニスや水泳、サイクリングなどを好む活発な少女だったが、8歳半ばのとき猩紅熱に罹り、その療養中に兄のガストンが彼女を励まそうとして卓球用具を持ってきたのを契機に卓球を始めた。「子供の頃は、近所のルテラナ通りで夏に開催される地元の卓球大会に毎年参加して優勝していた。かつて自宅があった場所には、今はホテルが建っている」と、ロゼアヌは後に語っている。その後、1934年に12歳でルーマニアカップに初優勝。1936年には15歳でルーマニア卓球選手権に出場して女子シングルスと女子ダブルスで初優勝し、ルーマニア卓球選手権の女子シングルスでは1936年から1956年まで20年連続で優勝した（第二次世界大戦のため1941年から1944年までは開催中止）。ロゼアヌは現役生活中にルーマニア卓球選手権の女子シングルス、女子ダブルス、混合ダブルスで合計40個の金メダルを獲得している。
世界卓球選手権には1936年のプラハ大会から出場し、1937年バーデン・バイ・ウィーン大会ではハンガリーのエロス・ゲザとペアを組み混合ダブルスで銅メダルを獲得。翌1938年のハンガリー・オープンで優勝して初めてメジャーな国際大会を制し、1939年の世界卓球選手権カイロ大会ではルーマニアのサリ・スザス＝コロズベリとペアを組み女子ダブルスで銀メダル、女子団体で銅メダルを獲得したが、1939年9月に第二次世界大戦が始まり、ルーマニア卓球選手権は1941年から1944年まで、世界卓球選手権は1940年から1946年まで中止となった。
この時代にロゼアヌとその家族は大きな困難を経験することになった。ルーマニアでは既に第二次世界大戦前から過激な反ユダヤ主義的民族主義者（レジオナリ）の極右政党「鉄衛団」が急速に党勢を拡大させ台頭していたが、1940年9月に鉄衛団と親ナチス・ドイツ派で反ユダヤ主義者の将軍イオン・アントネスクが連携してクーデターを起こした。アントネスクは国王カロル2世を退位させ、ルーマニア総統の座に就くと反ユダヤ主義的な法律を次々に制定し、実行・推進した。ロゼアヌの一家はユダヤ人であるという理由で全財産を没収され、また、ユダヤ人の体育館への立ち入りは全面的に禁止されたためロゼアヌ自身も練習の場を失い、10歳代末から20歳代前半の時期に5年間にわたって競技生活の中断を余儀なくされた。大戦中の1944年に彼女はエンジニアのルー・ロゼアヌと結婚してアンジェリカ・アデルステインからアンジェリカ・ロゼアヌに姓を改め、翌1945年には娘ミカエラを儲けた。
1945年に第二次世界大戦が終わるとまずルーマニア卓球選手権、次いで1948年に開かれたウェンブリー大会から世界卓球選手権に復帰し、女子シングルスで銅メダル、混合ダブルスではハンガリーのシドー・フェレンツとペアを組み銅メダル、女子団体でも銅メダルを獲得した。しかし、ロゼアヌは再び困難に直面することになった。夫のルーが給料に不満を抱きルーマニアから脱出しようとして逮捕され、2か月間拘束されたのである。ルーマニア共産党当局から「1949年の世界卓球選手権ストックホルム大会には参加させない」との通告を受けて、ロゼアヌは新たな職を探すことを余儀なくされ、最終的に『ルーマニア・リベラ』紙でスポーツ部門の編集者として働くこととなった。ユダヤ人編集部員のニコラエ・ベルが受け入れてくれたのである。それから数年間、卓球のかたわら「アンジェラ・ホルバン」というペンネームを使って、さまざまなスポーツに関する記事の執筆を続けた。
ベルは「ロゼアヌは、もう一度チャンスを与えるに値する選手だ」とスポーツ関係者を懸命に説得し、そのおかげでロゼアヌはぎりぎりのところで1950年の世界卓球選手権ブダペスト大会に出場することができた。この大会の女子シングルスで彼女は順調に勝ち進み、決勝でハンガリーのファルカシュ・ギゼラを相手に22 - 20、21 - 15、21 - 18のスコアでストレート勝ちして初優勝し、金メダルを獲得した。これによりロゼアヌは卓球だけではなく、あらゆるスポーツを通じてルーマニアが生んだ歴史上初めての世界チャンピオンになった。また、女子団体ではサリ・スザス＝コロズベリ、ルチ・スラヴェスクとともに決勝に臨み、3 - 2でハンガリーとの接戦を制してルーマニアチームは初の金メダルを獲得した。ロゼアヌとルーマニアチームの勝利はルーマニア国民に大きな歓喜と感激をもたらした。ブダペストで大会を終え、ルーマニアチームの3人は列車に乗車してブカレストへの帰途についたが、列車が駅に停車するたびに3人は人々から歓迎と祝福を受け、花束を手渡されたとロゼアヌは後年に語っている。そして、この大会から1955年のユトレヒト大会まで世界卓球選手権の女子シングルスで6大会連覇した。しかし、ルーマニア当局は依然としてロゼアヌと夫のルーが国外へ逃亡するのではないかと恐れ、常に彼女を監視下に置いていた。
世界卓球選手権の女子ダブルスでは1953年のブカレスト大会でファルカシュとペアを組んで金メダルを獲得し、1955年のユトレヒト大会と1956年の東京大会ではルーマニアのエラ・ゼラーとのペアで金メダルを獲得。混合ダブルスでは1951年のウィーン大会でチェコスロバキアのボフミル・ヴァーニャとペアを組んで金メダルを獲得し、1952年のボンベイ大会と1953年のブカレスト大会ではシドーとのペアで金メダルを獲得した。女子団体では前述した1950年のほか、1951年、1953年、1955年、1956年と5大会にわたってルーマニアを金メダルに導いている。
こうしてロゼアヌは現役生活において世界卓球選手権で17個の金メダル、5個の銀メダル、8個の銅メダルを獲得し、合計で30個のメダルを獲得した。1951年から1955年まで国際卓球連盟の世界ランキングで第1位の座を保持し、特に1953年のブカレスト大会で彼女のキャリアはピークに達して、女子シングルス、女子ダブルス、混合ダブルス、女子団体の4種目全てで金メダルを獲得している。また、2018年2月現在、世界卓球選手権の女子シングルスでは1955年のユトレヒト大会で金メダルを獲得したロゼアヌが非アジア人選手として最後の金メダリストであり、それ以降は日本、中国、北朝鮮、韓国とアジア人選手による金メダル獲得が続いている。
1958年からヨーロッパ卓球選手権の開催が始まり、彼女もこれに出場した。1958年の第1回ヨーロッパ卓球選手権ブダペスト大会では女子シングルスで銅メダル、混合ダブルスではティベリユ・ハラスティとのペアで銅メダル、女子団体では銀メダルを獲得し、女子ダブルスではゼラーとペアを組んで金メダルを獲得した。2年後の1960年ザグレブ大会では混合ダブルスでラドゥ・ネグレスクとのペアで銀メダル、女子ダブルスではマリア・アレクサンドルとペアを組んで金メダルを獲得した。また、ロゼアヌは卓球選手として競技生活を送る一方で1950年から1960年まで10年間にわたってルーマニア卓球連盟の会長も務めている。
しかし、ロゼアヌの競技生活は1957年頃から次第に困難なものになっていった。1957年に反ユダヤ主義的な人物がルーマニア卓球連盟のチェアマンに就任すると、彼女をはじめとするユダヤ人選手は全員、連盟から追放された。この事態を受けて夫のルーはルーマニアから脱出してイスラエルへ移住したが、ロゼアヌは夫にはついて行かずルーマニアにとどまる道を選んだ。このチェアマンはすぐにその座から去ったためロゼアヌは競技生活に復帰することができたが、夫の国外脱出によってルーマニア当局の彼女に対する姿勢は厳しいものとなった。彼女はコーチのポストから外され、IDカードも剥奪されるに至ったため、競技大会に自由に参加することさえできなくなった。ロゼアヌはこの大きな問題を解決するために奔走することを強いられ、2年間まったく練習できないまま1960年のヨーロッパ卓球選手権ザグレブ大会に出場するという状態に陥った。そのため、ゲオルゲ・ゲオルギュ＝デジ共産党書記長やルーマニアスポーツ界の指導者を務めていたニコラエ・チャウシェスクと直接会って自らの窮状を訴えることまで行ったが、事態は何も改善されることはなかった。
その結果、1960年夏にロゼアヌはルーマニアを離れ、亡命する決断を下さざるを得ないこととなった。ライバルであり親友でもあったオーストリアの女子卓球選手トルディ・プリッツィの手助けを受けてイスラエルへ移住し、そこでも競技生活を続けた。1960年から1962年にかけてイスラエル卓球選手権を3大会連続で制し、1961年のマカビア競技大会にも出場して優勝した。また、1967年に世界卓球選手権に参加した選手らで構成されるスウェイスリング・クラブが設立されると、そのリーダーの1人を務めた。一方、ルーマニア当局は亡命したロゼアヌを非難し、直ちにその市民権を剥奪した。それだけではなく、ルーマニアでは彼女について語ることさえタブーとなり、人々の記憶からも抹消されていった。ルーマニアの元女子卓球選手オティリア・バデスクは「革命が起こるまで、私たちはロゼアヌのことについて何も知らされていなかった。私が初めて彼女の存在を知ったのは1985年の世界卓球選手権に出場するためイエテボリへ行ったときのことだった」と証言している。ロゼアヌがルーマニアに帰郷することができたのは、1989年末のルーマニア革命によってルーマニア社会主義共和国が崩壊した後の1990年になってからのことだった。「自分はあくまでもルーマニア人である」と考えていた彼女はそれ以来、ルーマニアにたびたび帰郷するようになり、2003年10月の帰郷の際にはイオン・イリエスク大統領からの招待を受けてコントロチェニ宮殿（大統領府）で大統領夫妻と歓談している。しかし、2005年の帰郷が最後となった。
2006年2月21日、ロゼアヌはイスラエルのハイファにある娘ミカエラの自宅で、肝硬変のため84歳で死去した。

## 卓球のスタイル

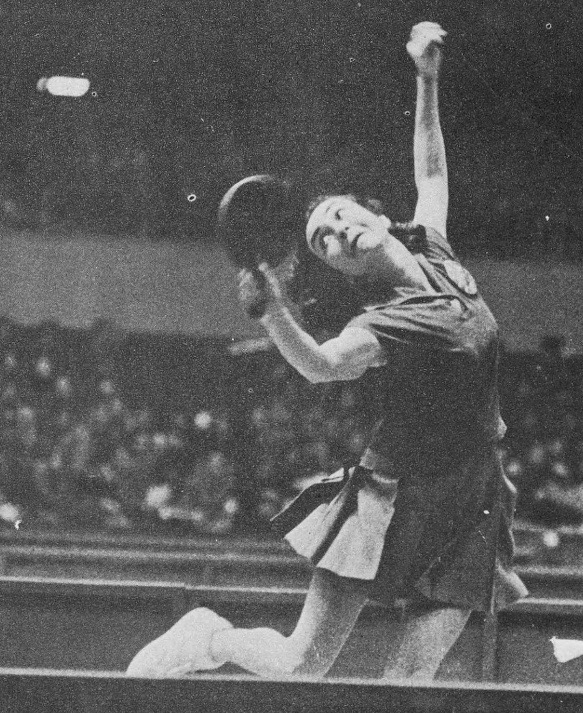
バックの離球を処理したところ

ロゼアヌのプレイスタイルについて英国の『デイリー・テレグラフ』紙は「フットワークとボールのコントロールが卓越しており、いつ攻撃していつ守備するべきかを本能的に察知していた。また、どれほどラリーが長く続いても集中力が途切れるということがなかった」と評し、ヨーロッパ卓球殿堂は「強靭な精神力と堅固な守備、俊敏な攻撃で知られていた」と評している。
イングランドの元男子卓球選手で1951年世界卓球選手権ウィーン大会男子ダブルスの銅メダリストであるジャック・カリントンはイングランド卓球協会の公式月刊誌『TABLE TENNIS』1955年5月号に「THE WORLD CHAMPIONSHIPS - JACK CARRINGTON REVIEWS INDIVIDUAL TITLES」と題する1955年世界卓球選手権ユトレヒト大会の個人戦に関する評論記事を寄稿した。カリントンはこの記事の中で「今大会で世界卓球選手権女子シングルス6大会連覇を達成した超一流選手であるアンジェリカ・ロゼアヌについて、我々はこれ以上、何か語り得べきことがあるのだろうか」と前置きした上で、「イングランドのロザリンド・ローは前回ウェンブリー大会で最高のプレイを示し、このユトレヒト大会では前回大会以上に素晴らしいプレイを見せていた。ところが女子シングルス準々決勝でロゼアヌは21 - 15、16 - 21、21 - 19、21 - 12のスコアでローを下した。これはロゼアヌの強さを如実に物語るものである」と述べ、「『女王』ロゼアヌの『王位』は依然として盤石であり、彼女は十分、その『王位』に値する存在である」と結んでいる。
ロゼアヌはスポーツの歴史を書き替えたが、どのようにしてそれを成し遂げたのかが明らかになるまでには長い時間を要した。2004年のインタビューで彼女自身が語ることにより、それはようやく明らかになった。ロゼアヌの卓球に対する取り組み方はいくつかの特徴的な独自のスタイルに基づいている。彼女は現役時代に男子選手を相手にしか練習しておらず、20年間にわたって同じブレードを使用していた。「ラバーは2か月ごとに交換していたが、ブレードは引退するまで同じものを使い続けていた」と彼女は述懐している。また、30年間を超えるキャリアの中でコーチの指導を受けたことは一度もなかった。彼女は1948年の世界卓球選手権ウェンブリー大会の後、戦法を変えている。「ハンガリーのバルナ・ヴィクトルを手本にして独学で戦法を研究した。それまではどちらかといえば守備的なスタイルだったが、それからは非常に攻撃的なスタイルに変えた。バックハンドの使い方もバルナを参考にして習得した」とロゼアヌは語っている。

## 獲得タイトル

### 世界卓球選手権
- 女子シングルス金メダル：1950年、1951年、1952年、1953年、1954年、1955年
- 女子ダブルス金メダル：1953年、1955年、1956年
- 混合ダブルス金メダル：1951年、1952年、1953年
- 女子団体金メダル：1950年、1951年、1953年、1955年、1956年

（出典：国際卓球連盟）

### ヨーロッパ卓球選手権
- 女子ダブルス金メダル：1958年、1960年

（出典：ヨーロッパ卓球連合）

### 国際卓球選手権
- オーストリア国際卓球選手権金メダル：1955年
- フランス国際卓球選手権金メダル：1955年
- イタリア国際卓球選手権金メダル：1955年
- ルーマニア国際卓球選手権金メダル：1947年 - 1954年
- スウェーデン国際卓球選手権金メダル：1954年、1955年
- ユーゴスラビア国際卓球選手権金メダル：1954年、1955年、1957年、1960年

（出典：ヨーロッパ卓球殿堂）

### ルーマニア卓球選手権
- 女子シングルス金メダル：1936年 - 1940年、1945年 - 1956年、1958年
- 女子ダブルス金メダル：1936年、1938年、1939年、1946年 - 1948年、1953年 - 1956年、1958年
- 混合ダブルス金メダル：1938年 - 1940年、1946年 - 1948年、1950年、1951年、1953年 - 1955年

（出典：ルーマニア卓球連盟）

### 自己最高世界ランキング
- 国際卓球連盟世界ランキング第1位：1951年 - 1955年

（出典：ヨーロッパ卓球殿堂）

## 栄誉
- 1954年 ルーマニア功労スポーツマスター[8]
- 1995年 世界卓球殿堂入り[9]
- 2015年 ヨーロッパ卓球殿堂入り[4]